# Vertigininae
Vertigininae is een onderfamilie van weekdieren uit de klasse van de Gastropoda (slakken).

## Geslachten
- Vertigo O. F. Müller, 1774